# València Font Sant Lluís
València Font Sant Lluís (hiszp. Estación de Valencia-Fuente San Luis) – stacja kolejowa w Walencji, w prowincji Walencja, we wspólnocie autonomicznej Walencja, w Hiszpanii.
Jest obsługiwana przez pociągi linii C-3, C-5 i C-6 Cercanías Valencia przewoźnika Renfe.

## Położenie stacji
Znajduje się na Walencja – Sant Vicenç de Calders w km 3,8, na wysokości 4 m n.p.m.

## Linie kolejowe
- Linia Walencja – Sant Vicenç de Calders